# 小齒裸頰鯛
小齒裸頰鯛，又稱小齒龍占，為輻鰭魚綱鱸形目鱸亞目龍占魚科的其中一種，分布於印度太平洋區，從紅海、東非至法屬波里尼西亞海域，棲息深度可達80公尺，體長可達80公分，棲息在珊瑚礁附近的沙底質海域，成小群活動，屬肉食性，以甲殼類、魚類、頭足類、多毛類等為食，可作為食用魚。

## 擴展閱讀
維基物種上的相關：小齒裸頰鯛